# Кизи (Саона и Лоара)
Кизи (фр. Cuzy) је насељено место у Француској у региону Бургоња, у департману Саона и Лоара.
По подацима из 2011. године у општини је живело 144 становника, а густина насељености је износила 8,04 становника/km².

## Демографија
| 1962. | 1968. | 1975. | 1982. | 1990. | 2011. |
| ----- | ----- | ----- | ----- | ----- | ----- |
| 269   | 240   | 211   | 194   | 156   | 144   |